# Mellanlandet (väster om Älgö, Raseborg)
Mellanlandet är en ö i Finland. Den ligger i Finska viken och i kommunen Raseborg i den ekonomiska regionen  Raseborg i landskapet Nyland, i den södra delen av landet. Ön ligger omkring 97 kilometer väster om Helsingfors.
Öns area är 1,8 hektar och dess största längd är 320 meter i öst-västlig riktning. Ön höjer sig omkring 15 meter över havsytan.